# Гарлоу (Англія)
Гарлоу (англ. Harlow) — місто та однойменний адміністративний район у західній частині графства Ессекс, на кордоні з графством Хартфордшир (регіон Східна Англія). Населення — 77,5 тис. осіб (2004).

## Географія

Гарлоу на мапі графства Ессекс

Гарлоу розташоване в західній частині графства Ессекс, за 26 кілометрів на захід від Челмсфорда — головного міста графства. Площа території — 30,55 км². Населення — 81 700 осіб, що робить Харлоу 285-м (з 326) за кількістю населення районом Англії.
Гарлоу входить до так званого «Лондонського поясу маятникової міграції» — міст, що оточують Лондон, з яких доцільно їздити на роботу до столиці.

## Історія
Гарлоу став одним із «Нових міст», відбудованих у післявоєнний час у Південно-Східній частині Англії, і став одним із перших міст Великобританії, в якому у післявоєнний час були побудовані високоповерхові житлові будинки. У місті працювало багато архітекторів, у тому числі Джейн Дрю і Фредерік Гібберд.
У Гарлоу в лабораторії компанії «Standard Telephones and Cables» наприкінці 1960-х працював учений Чарльз Као, володар нобелівської премії з фізики «за новаторські досягнення в галузі передачі світла в волокнах для оптичного зв'язку».

## Економіка
У 1997 році в Гарлоу було відкрито новий дослідницький центр компанії «GlaxoSmithKline».

## Транспорт

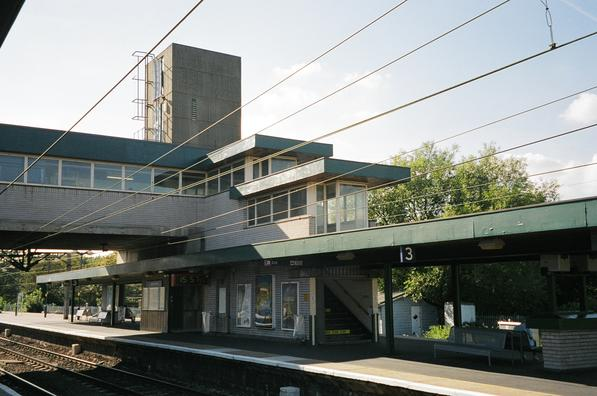
Залізнична станція «Гарлоу»

Гарлоу розташоване за 16 кілометрів на південь від аеропорту Станстед — одного з найбільших аеропортів Англії.
Залізнична станція Гарлоу обслуговує напрямки у бік Лондона та Кембриджу, з'єднує місто зі станцією метро Еппінг та аеропортом Станстед.
Автобусне сполучення забезпечується автобусними компаніями, у тому числі фірмою Arriva Shires & Essex.
Автомагістраль M11 пов'язує місто з Лондоном та його об'їзною автомагістраллю M25, з аеропортом Станстед, Кембриджем та Бішоп Стортфордом. Дорога A414 пов'язує Гарлоу з головними містами графств Ессекс і Хартфордшир — Челмсфорд і Хартфорд.

## Освіта
У Гарлоу розташований один із кампусів університету «Anglia Ruskin University» та невеликий міжнаціональний кампус канадського університету «Memorial University of Newfoundland».

## Відомі уродженці
- Ганна Фрай — британський математик, письменниця, радіо- та телеведуча, популяризаторка науки.
- SuRie — британська співачка, представниця Великобританії на Євробаченні-2018.

## Міста-побратими
- Гавіржов
- Ставангер